# Festival du film de Sundance 2024
Le festival du film de Sundance 2024, 40e édition du festival (40th Sundance Film Festival), organisé par le Sundance Institute, se déroule du 18 au 28 janvier 2024.

## Déroulement et faits marquants
Le film In the Summers d'Alessandra Lacorazza remporte le Grand prix du jury, et le film Dìdi de Sean Wang (en) remporte le Prix du public,.

## Sélection

### En compétition

#### US Dramatic Competition
- Between the Temples de Nathan Silver
- Dìdi (弟弟) de Sean Wang (en)
- Exhibiting Forgiveness de Titus Kaphar
- Good One d'Inde Donaldson
- In the Summers d'Alessandra Lacorazza
- Love Me (en) de Sam Zuchero et Andy Zuchero
- Ponyboi d'Esteban Arango
- A Real Pain de Jesse Eisenberg
- Stress Positions de Theda Hammel
- Suncoast (en) de Laura Chinn

#### US Documentary Competition
- As We Speaka de J.M. Harper (États-Unis)
- Daughtersa d'Angela Patton et Natalie Rae (États-Unis)
- Every Little Thinga de Sally Aitken (Australie)
- Frida de Carla Gutiérrez (États-Unis, Mexique)
- Gaucho Gaucho de Michael Dweck et Gregory Kershaw (États-Unis, Argentine)
- Love MaChine de Peter Sillen (États-Unis)
- Porcelain War de Brendan Bellomo et Slava Leontyev (États-Unis, Ukraine)
- Skywalkers: A Love Story de Jeff Zimbalist (États-Unis)
- Sugarcane de Julian Brave NoiseCat et Emily Kassie (États-Unis, Canada)
- Union de Stephen Maing et Brett Story (États-Unis)

#### World Cinema Dramatic Competition
- Brief History of a Family (家庭简史) de Jianjie Lin (Chine, France, Danemark, Qatar)
- Girls Will Be Girls de Shuchi Talati (Inde, France, États-Unis, Norvège)
- Handling the Undead (Hanteringen av odöda) de Thea Hvistendahl (Norvège)
- In the Land of Brothers (در سرزمین برادر) d'Alireza Ghasemi et Raha Amirfazli (Iran, France, Pays-Bas)
- Layla d'Amrou Al-Kadhi (en) (Royaume-Uni)
- Malu de Pedro Freire (Brésil)
- Reinas de Klaudia Reynicke (Suisse, Pérou, Espagne)
- Sebastian de Mikko Mäkelä (Royaume-Uni, Finlande, Belgique)
- Sujo d'Astrid Rondero et Fernanda Valadez (Mexique, États-Unis, France)
- Veni Vidi Vici de Daniel Hoesl (Autriche)

#### World Cinema Documentary Competition
- Agent of Happiness d'Arun Bhattarai et Dorottya Zurbó (Bhoutan, Hongrie)
- The Battle for Laikipia de Daphne Matziaraki et Peter Murimi (Kenya, États-Unis)
- Black Box Diaries de Shiori Ito (Japon, États-Unis, Royaume-Uni)
- Eternal You de Hans Block et Moritz Riesewieck (Allemagne, États-Unis)
- Ibelin de Benjamin Ree (Norvège)
- Igualada de Juan Mejía Botero (Colombie, États-Unis, Mexique)
- Never Look Away de Lucy Lawless (Nouvelle-Zélande)
- A New Kind of Wilderness de Silje Evensmo Jacobsen (Norvège)
- Nocturnes d'Anirban Dutta et Anupama Srinivasan (Inde)
- Soundtrack to a Coup d'Etat de Johan Grimonprez (Belgique, France, Pays-Bas)

### Hors compétition

#### Premières
- The American Society of Magical Negroes de Kobi Libii (États-Unis)
- And So It Begins de Ramona Diaz (États-Unis, Philippines)
- DEVO de Chris Smith (Royaume-Uni, États-Unis)
- A Different Man d'Aaron Schimberg (États-Unis)
- Freaky Tales d'Anna Boden et Ryan Fleck (États-Unis)
- Ghostlight de Kelly O'Sullivan et Alex Thompson (États-Unis)
- Girls State d'Amanda McBaine et Jesse Moss (États-Unis)
- Look Into My Eyes de Lana Wilson (États-Unis)
- Luther: Never Too Much de Dawn Porter (États-Unis)
- My Old Ass de Megan Park (États-Unis)
- The Outrun de Nora Fingscheidt (Royaume-Uni, Allemagne)
- Power de Yance Ford (États-Unis)
- Presence de Steven Soderbergh (États-Unis)
- Rob Peace de Chiwetel Ejiofor (États-Unis)
- Primitifs (Sasquatch Sunset) de David Zellner et Nathan Zellner (États-Unis)
- Sue Bird: In The Clutch de Sarah Dowland (États-Unis)
- Super/Man : L'Histoire de Christopher Reeve (Super/Man: The Christopher Reeve Story) (Royaume-Uni, États-Unis)
- Thelma de Josh Margolin (États-Unis)
- Will & Harper de Josh Greenbaum (États-Unis)
- Winner de Susanna Fogel (États-Unis, Canada)

#### Midnight
- In a Violent Nature de Chris Nash
- I Saw the TV Glow de Jane Schoenbrun
- It's What's Inside de Greg Jardin
- Kidnapping Inc. de Bruno Mourral
- Krazy House de Steffen Haars et Flip van der Kuil
- Love Lies Bleeding de Rose Glass
- The Moogai de Jon Bell
- Your Monster de Caroline Lindy

#### Spotlight
Films phares au Festival du film de Sundance 2024 

| Titre anglais                 | Titre original  | Réalisateur(s)       | Pays de production                    |
| ----------------------------- | --------------- | -------------------- | ------------------------------------- |
| Àma Gloria                    | Àma Gloria      | Marie Amachoukeli    | France                                |
| Hit Man                       | Hit Man         | Richard Linklater    | États-Unis                            |
| How to Have Sex               | How to Have Sex | Molly Manning Walker | Royaume-Uni                           |
| La Mère de tous les mensonges | كذب أبيض        | Asmae El Moudir      | Maroc, Égypte, Arabie saoudite, Qatar |

#### Projections spéciales (Special screenings)
| Titre anglais                            | Réalisateur(s)          | Pays de production      |
| ---------------------------------------- | ----------------------- | ----------------------- |
| War Game                                 | Jesse Moss, Tony Gerber | États-Unis              |
| Family Matinee : 10 Lives                | Christopher Jenkins     | Royaume-Uni             |
| Family Matinee : Le Silence de Mélodie   | Amber Sealey            | États-Unis              |
| New Frontier : Being (the Digital Griot) | Rashaad Newsome         | États-Unis              |
| New Frontier: Eno (en)                   | Gary Hustwit            | États-Unis, Royaume-Uni |

#### Projections du40eanniversaire
| Titre original           | Réalisateur(s) | Pays de production   |
| ------------------------ | -------------- | -------------------- |
| Mister Babadook          | Jennifer Kent  | Australie            |
| Dig! XX                  | Ondi Timoner   | États-Unis           |
| Go Fish                  | Rose Troche    | États-Unis           |
| Mississippi Masala       | Mira Naïr      | États-Unis           |
| Napoleon Dynamite        | Jared Hesse    | États-Unis           |
| Pariah                   | Dee Rees       | États-Unis           |
| The Times of Harvey Milk | Rob Epstein    | États-Unis           |
| Trois Saisons            | Tony Bui       | Viêt Nam, États-Unis |

## Palmarès
Les prix suivants ont été décernés : 

### Longs métrages

#### US Dramatic Competition
- Grand Jury Prize : In the Summers (Alessandra Lacorazza)
- Audience Award : Dìdi (弟弟) (Sean Wang (en))
- Directing Award : Alessandra Lacorazza pour In the Summers

#### US Documentary Competition
- Grand Jury Prize : Porcelain War (Brendan Bellomo et Slava Leontyev)
- Audience Award : Daughters (Angela Patton et Natalie Rae)
- Directing Award : Julian Brave NoiseCat et Emily Kassie pour Sugarcane

#### World Cinema Dramatic Competition
- Grand Jury Prize : Sujo (Astrid Rondero et Fernanda Valadez)
- Audience Award : Girls Will Be Girls (Shuchi Talati)
- Directing Award : Raha Amirfazli et Alireza Ghasemi pour In the Land of Brothers

#### World Cinema Documentary Competition
- Grand Jury Prize : A New Kind of Wilderness (Arun Bhattarai et Dorottya Zurbó)
- Audience Award : Ibelin (Benjamin Ree)
- Directing Award : Benjamin Ree pour Ibelin